# Bernard Varenius

Descriptio Regni Japoniae (1649)

Bernard Varenius (Hitzacker, 1622 - Leiden, 1650/1651) is de Latijnse naam van Bernard Varen. Varenius was een van de grondleggers van de geografie. Hij formuleerde tevens het onderscheid tussen algemene (thematische) geografie en regionale geografie én tussen fysische en sociale geografie.
Varenius werd geboren in het Duitse Hitzacker als zoon van Heinrich Varen. Zijn vader, die hofpredikant was bij de hertog van Braunschweig-Lüneburg, overleed toen Varenius 13 jaar was. Na de dood van zijn vader vertrok Varenius naar Hamburg, waar hij aan het gymnasium van Joachim Jungius (1587-1657) studeerde. Jungius verbond respect voor de geschriften uit de Oudheid en de middeleeuwen met kritische wetenschapsbeoefening. Grondige waarneming en mathematische precisie vormden het fundament voor de wetenschap. De opvattingen van Jungius hebben hun sporen achtergelaten in het latere werk van Varenius.
Varenius studeerde na zijn Hamburger jaren enige tijd in wiskunde en medicijnen aan de universiteit van Koningsbergen (1643-1645). Hij onderbrak echter deze studies en vertrok naar Leiden waar hij in 1649 promoveerde. In dat jaar vestigde hij zich in Amsterdam.
Zijn eerste geografische publicatie was een beschrijving van Japan, uitgegeven door Elsevier in 1649. Het kan beschouwd worden als een regionale geografie gebaseerd op beschikbare schriftelijke bronnen en verhalen van missionarissen en kooplieden.
In 1650 verscheen zijn Geographia generalis. In qua affectiones generales Telluris explicantur bij Elsevier in Amsterdam. Varenius had het voorwoord nog geschreven, maar vermoedelijk heeft hij voor zijn dood de gedrukte versie niet meer kunnen zien. De invloed van dit werk is groot geweest. Het is talloze malen herdrukt en vooraanstaande geografen maakten er gebruik van zoals onder andere Alexander von Humboldt, Friedrich Ratzel en Ferdinand von Richthofen. Door toedoen van Isaac Newton gold het werk van Varenius ook in Engeland lange tijd als standaardwerk voor de beoefening van de geografie.
In de uitvoerige inleiding van de Geographia generalis gaf Varenius een theoretische uiteenzetting. Hij maakte daar een onderscheid tussen wat later algemene (Geographia generalis) en regionale (Geographia specialis) geografie werd genoemd. Beide typen geografie worden vervolgens in drieën onderverdeeld al naargelang de vorm van de 'affectiones'. Affectiones is een begrip dat Varenius niet helder definieerde. Het kunnen bepaalde eigenschappen van de aarde zijn (vorm, grootte, ligging), maar ook relaties, invloeden of voorwaarden (klimaat, getijden bijvoorbeeld). Varenius onderscheidt drie categorieën affectiones:
- Aardkundige – terrestria - (grenzen, ligging, grootte, reliëf, water etc.)
- Kosmische – caelestria - (afstand tot de evenaar, getijden, klimaat etc.)
- Menselijke – humana - (bevolking, beroep, religie, huidskleur etc.)

De algemene geografie rust vooral op de principes van de wiskunde, met name de geometrie, de principes van de astronomie en de ervaring (empirie). De algemene geografie tracht zo veel mogelijk van de empirie te abstraheren, de regionale geografie concentreert zich daarentegen op de beschrijving.
- Bibsys: 90846820
- Biblioteca Nacional de Chile: 000250359
- Biblioteca Nacional de España: XX1474572
- Bibliothèque nationale de France: cb12564284x (data)
- Biografisch Portaal: 95572444
- Catàleg d'autoritats de noms i títols de Catalunya: 981058529012006706
- CiNii: DA00993465
- Digitale Bibliotheek voor de Nederlandse Letteren: vare004
- Gemeinsame Normdatei: 118803948
- International Standard Name Identifier: 0000 0001 1833 4365
- Library of Congress Control Number: n84125326
- Nationale Bibliotheek van Letland: 000207416
- Bibliotheek van het Japanse parlement: 00459574
- Nationale Bibliotheek van Tsjechië: mzk2008473381
- Nationale bibliotheek van Australië: 35940579
- Nationale Bibliotheek van Israël: 987007302956905171
- Nationale Bibliotheek van Polen: a0000001184407
- Nationale en Universitaire bibliotheek Zagreb: 000755107
- Nederlandse Thesaurus van Auteursnamen: 070549567
- Réseau des bibliothèques de Suisse occidentale: 02-A000170483
- LIBRIS: 296179
- SNAC: w69m1ss1
- Système universitaire de documentation: 034944818
- Trove: 1155940
- Virtual International Authority File: 66582504
- WorldCat: E39PBJhRKyxPcmxhV7d66w3vpP